# Hernando de Soto Bridge
Hernando de Soto Bridge är en sexfilig bågbro på betongpelare på Interstate 40 som passerar Mississippifloden mellan West Memphis och Memphis i Tennessee. Den är uppkallad efter den spanska conquistadoren Hernando de Soto som utforskade delar av Missisippifloden på 1500-talet.
Bron är en viktig transportled och trafikeras av omkring 60 000 fordon varje dag (2021). Den ligger i en seismologisk zon och förstärktes mellan 2000 och 2015 så att den kan motstå en jordbävning med magnitud 7,7 enligt Richterskalan.
Den 11 maj 2021 upptäcktes en spricka i en brobalk och bron stängdes för trafik. En provisorisk reparation utfördes inom 14 dagar och under de följande veckorna förstärktes 150 meter av balken. De skador som hade upptäckts vid en tidigare inspektion reparerades och den 31 juli kunde delar av bron öppnas. Den 2 augusti släpptes trafiken åter fri på bron.